# Aktor (Phthia)
Aktor (altgriechisch Ἄκτωρ Áktōr), Sohn des Myrmidon und der Peisidike, ist eine Gestalt der griechischen Mythologie.
Als König von Phthia gewährte er dem flüchtigen Peleus Schutz und reinigte ihn von seiner Blutschuld: der Heros war wegen des Mordes an seinem Halbbruder Phokos aus dem Reich ihres Vaters Aiakos vertrieben worden. Da Aktor kinderlos war, setzte er Peleus als seinen Nachfolger ein.
In anderen Ausführungen der Erzählung hatte Aktor sehr wohl eigene Nachfahren, nämlich Polymele (auch Philomele genannt), sowie Eurytion, welcher seinerseits den phthischen Thron bestieg. Je nach Version bekam Peleus die Polymele zur Frau; Eurytion wiederum wurde zum Enkel des Aktor. In der älteren Sage wird Antiphos als Bruder Aktors genannt.
Da Aktor schlicht „(An-)Führer“ bedeutet, tragen eine ganze Reihe von Personen diesen Namen. Hinzu kommt die Versetzung der Legende von Thessalien nach Aigina, was eine Anpassung der Genealogie erforderte; auch das Motiv der Entsühnung kehrt in vielen Varianten wieder. So ist es oft Eurytion (als Sohn oder Enkel des Aktor), der Peleus Schutz gewährt und ihm Tochter samt Königreich übergibt. Im Zuge der kalydonischen Eberjagd tötet Peleus dann versehentlich den Eurytion und muss nach Iolkos fliehen, wo er wiederum vom dortigen König Akastos entsühnt wird.